# A Dios por razón de estado
A Dios por razón de estado es un auto sacramental del dramaturgo español Pedro Calderón de la Barca cuya fecha exacta de redacción se desconoce; Ángel Valbuena Prat lo sitúa entre 1650 y 1660; se publicó por primera vez en la Primera Parte de los Autos Sacramentales, de Pedro de Pando y Mier, en 1717. 
El autor plantea el problema de la creencia en la divinidad, a la que se puede llegar, si faltase la fe, simplemente por "razón de estado". En la obra predominan los razonamientos filosóficos sobre los religiosos, y ciertos diálogos no son, en esencia, más que discusiones escolásticas basadas en silogismos.